# Château de la Mothe-Chandeniers
Château de la Mothe-Chandeniers er en borg i commune Les Trois-Moutiers i departementet Vienne i Frankrig.

## Historie
Fæstningen er fra 1200-tallet og hed oprindelig Motte Bauçay (eller Baussay). Borgen var sæde for familien Bauçay, herrer over Loudun. Motte Baussay blev indtaget adskillige gange af englænderne under hundredeårskrigen og den blev ødelagt under den franske revolution.
I 1809 blev den købt af François Hennecart, der var en rig erhvervsmand. I 1857 blev det solgt til baron Joseph Lejeune. I 1932 ødelagde en stor brand de fleste af bygningerne.
I december 2017 indsamlede 18.600 medlemmer af et onlinesamfund €1.600.000 ved at betale mindst €50 hver for at købe borgen og restaurere den.